# Fiume Silizza
Fiume Silizza är ett vattendrag i Österrike, på gränsen till Italien. Det ligger i den centrala delen av landet, 270 km sydväst om huvudstaden Wien.
I omgivningarna runt Fiume Silizza växer i huvudsak blandskog. Runt Fiume Silizza är det tätbefolkat, med 257 invånare per kvadratkilometer.